# Rutina Wesley
Pour les articles homonymes, voir Wesley.
Rutina Wesley, née le 21 décembre 1978 à Las Vegas (Nevada), est une actrice américaine de télévision, de théâtre et de cinéma. Elle est notamment connue par son personnage de Tara Thornton dans la série télévisée True Blood, d'Alan Ball. Elle incarne également le rôle de Reba dans la saison 3 de Hannibal en 2015.

## Biographie
C'est en 2008 qu'elle obtient le rôle de Tara Thornton dans la série True Blood, un mois après le début du tournage. Le rôle était alors interprète par Brook Kerr qui, à la suite d'un conflit avec le réalisateur, a quitté la série. La première version de l'épisode pilote avec Brook Kerr dans le rôle de Tara n'a donc jamais vu le jour. Elle est présente dans toutes les saisons de True Blood.
Elle est mariée avec l'acteur Jacob Fishel mais entame une procédure de divorce en juillet 2013, après un mariage de près de 10 ans.
En 2017, elle fait son coming out en annonçant ses fiançailles avec la cheffe cuisinière Shonda.

## Filmographie

### Cinéma

#### Films
- 2007 : How She Move : Raya Green
- 2011 : California Winter : Marcy
- 2014 : 13 Sins de Daniel Stamm : Shelby

### Télévision

#### Téléfilms
- 2011 : Top 100 Number Ones : Tara Thornton

#### Séries télévisées
- 2008 : Numb3rs : Sarah (1 épisode)
- 2008 - 2014 : True Blood : Tara Thornton
- 2011 : Bandwagon: The Series : Auditioner
- 2014 : Hannibal : Reba (rôle récurrent)
- 2015 : Arrow : Liza Warner (rôle récurrent)
- 2015 : Queen Sugar : Nova Bordelon (rôle récurrent)
- 2019 : The Walking Dead : Jocelyn (saison 9, épisode 14)
- 2022 : DMZ : Athena
- 2023 : The Last of Us : Maria Miller

#### Séries d'animation
- 2009 : The Cleveland Show : Yvette (1 épisode)
- 2010-2011 : Generator Rex : Agent Kenwyn Jones  (2 épisodes)

## Distinctions

### Nominations
- Scream Awards 2009 : meilleur second rôle féminin pour True Blood
- Screen Actors Guild Awards 2010  : meilleure distribution pour une série télévisée dramatique pour True Blood